# Бегалиев, Сопубек Бегалиевич
Сопубек Бегалиев (29 марта 1931, с. Чон Таш, Киргизская АССР — 9 октября 2002, Бишкек) — государственный и общественный деятель Кыргызской Республики. Заслуженный экономист Киргизской ССР (1979).

## Краткая биография
Родился в селе Чон Таш (ныне — в Аламудунском районе Чуйской области). В 1954 закончил Московский институт народного хозяйства им. Г.В. Плеханова.
В 1954 начал трудовую деятельность в должности рядового экономиста в Госплане Киргизской ССР.
В 1960 был назначен заместителем председателя Госплана Киргизской ССР.
В 1961 — заместителем заведующего отделом ЦК Коммунистической партии Киргизии.
В 1962 — министр местного хозяйства Киргизской ССР. В 1963, в связи с реорганизацией министерства местного хозяйства, становится министром коммунального хозяйства Киргизской ССР. В 1964 утверждён на должность первого заместителя председателя Госплана Киргизской ССР.
С 1968 по 1991 — Заместитель Председателя Совета Министров, председатель Госплана Киргизской ССР, Главного экономического центра Республики по разработке годовых, пятилетних и долгосрочных планов социального и экономического развития Киргизской ССР.
В 1979 присвоено звание «Заслуженный экономист Киргизской ССР».
С 1963 по 1990 шесть раз избирался депутатом Верховного Совета Киргизской ССР, награждён тремя орденами Трудового Красного Знамени и многими медалями.
В 1991 приглашён работать советником Президента СССР Михаила Горбачёва по экономическим вопросам республик Средней Азии.
С 1991 по 1994 — экономический советник Госкомитета Кыргызской Республики по экономике.
В 1994 избран Председателем Совета Ассамблеи народа Кыргызстана на Первом Курултае (Конгрессе) народа Кыргызстана. С 1994 по 2002 Сопубек Бегалиев в качестве председателя совета Ассамблеи народа Кыргызстана тесно сотрудничал с верховными комиссарами ОБСЕ по национальным меньшинствам Ван-дер Стуулом и Ролфом Екеусом.
В 1997 за большой вклад в дело межнационального согласия и мира в Кыргызской Республике, одним из первых в стране, был награждён орденом «Манас» III степени. В 2001 указом Президента Российской Федерации, Владимира Путина, награждён орденом Дружбы. Имя Сопубека Бегалиева внесено в список выдающихся деятелей Кыргызской Республики в книге «Кто есть кто».

## Награды и звания
- Орден «Манас» III степени (1997).
- Орден Дружбы (17 марта 2001 года, Россия) — за большой вклад в укрепление дружбы и сотрудничества между народами Российской Федерации и Киргизской Республики[1].
- три ордена Трудового Красного Знамени.
- Медаль «За трудовое отличие» .
- Юбилейная медаль «За доблестный труд в ознаменование 100-летия со дня рождения Владимира Ильича Ленина».
- Юбилейная медаль «Тридцать лет Победы в Великой Отечественной войне 1941—1945 гг.».
- Медаль «Ветеран труда».
- Памятная золотая медаль «Манас-1000» (15 августа 1995 года)[2]
- Заслуженный экономист Киргизской ССР (1979).